# Dicranella muralis
Dicranella muralis är en bladmossart som beskrevs av Mitten 1869. Dicranella muralis ingår i släktet jordmossor, och familjen Dicranaceae. Inga underarter finns listade i Catalogue of Life.